# Esquerda de Galicia
Esquerda de Galicia (EdeG) va ser un partit polític de Galícia actiu entre 1998 i 2002 i dirigit per Anxo Guerreiro. Va comptar amb dos diputats al Parlament de Galícia entre 1997 i 2001.

## Història
Esquerda de Galícia va sorgir com a resultat de la crisi interna que va sofrir Esquerda Unida (llavors Esquerda Unida - Esquerda Galega), federació gallega d'Esquerra Unida, quan el seu consell nacional, encapçalat pel coordinador general, Anxo Guerreiro (recolzat a nivell nacional pel Partit Democràtic de la Nova Esquerra i també per Iniciativa per Catalunya), va decidir pactar amb el PSdeG-PSOE i Os Verdes per acudir en coalició a les eleccions autonòmiques gallegues de 1997. Aquest acord va ser desautoritzat per la direcció federal d'IU presidida per Julio Anguita, la qual va decidir presentar una llista alternativa integrada pels descontentaments d'EU-IU amb el pacte amb socialistes i verds. Després d'una disputa judicial en la qual tots dos grups pretenien fer ús de les sigles d'Esquerda Unida, el grup fidel a la direcció federal va poder presentar-se finalment com a Esquerra Unida, mentre que la coalició amb socialistes i verdes ho va fer sota les sigles PSdeG-PSOE/EU-EG/OV, mantenint la denominació d'Esquerda Unida.
Després de les eleccions, en les que militants d'EU-UI (Anxo Guerreiro i Xosé Manuel Pazos Varela) van obtenir dos escons, els fidels al coordinador general, Anxo Guerreiro van constituir Esquerda de Galicia (1998). Els dos diputats d'EdeG van constituir el Grup Mixt del Parlament de Galícia.
A les eleccions municipals de 1999, EdeG es va presentar en coalició amb Os Verdes, obtenint resultats molt discrets (10.146 vots, 0,65%) que es van traduir en amb prou feines deu regidors en tota Galícia i que no van aconseguir superar als seus rivals d'Esquerda Unida (14.429 vots). A les eleccions al Parlament Europeu celebrades simultàniament, Esquerda de Galícia va formar part de la coalició Els Verds - Les Esquerres dels Pobles, juntament amb Los Verdes, Iniciativa per Catalunya-Verds, Chunta Aragonesista i Izquierda Andaluza. EdeG va situar a la seva candidata, Lourdes Díaz, en quart lloc. La coalició, que va obtenir 3.920 vots a Galícia (0,26%), el pitjor percentatge entre en les comunitats autònomes en les que un membre de la coalició tenia el seu àmbit d'actuació, i un 1,45% a tot Espanya, no va obtenir representació.
En les següents eleccions al Parlament de Galícia, EdeG va tractar de revalidar el seu pacte amb els socialistes, però aquests no es van mostrar interessats. A causa d'això, EdeG es va presentar en solitari obtenint uns resultats molt pobres que no li van permetre obtenir representació (5.001 vots, 0,33%) i que van dur Anxo Guerreiro a dimitir. En maig de 2002, EdeG decidí dissoldre's.

## Resultats electorals
| Resultats electorals d'Esquerda de Galicia | Resultats electorals d'Esquerda de Galicia | Resultats electorals d'Esquerda de Galicia | Resultats electorals d'Esquerda de Galicia | Resultats electorals d'Esquerda de Galicia |
| Eleccions                                  | Candidatura                                | Vots                                       | Percentatge                                | Regidors (c) diputats (d)                  |
| ------------------------------------------ | ------------------------------------------ | ------------------------------------------ | ------------------------------------------ | ------------------------------------------ |
| Eleccions al Parlament de Galícia de 1997  | PSdG-PSOE/EG/OV                            | 310.508                                    | 19,72%                                     | 2 d (de 15 de la candidatura)              |
| Eleccions municipals de 1999               | Esquerda de Galicia - Os Verdes            | 10.146                                     | 0,65%                                      | 10 c                                       |
| Eleccions europees de 1999                 | Els Verds - Les Esquerres dels Pobles      | 3.920 (a Galícia)                          | 0,26% (a Galícia)                          | 0 d                                        |
| Eleccions al Parlament de Galícia de 2001  | Esquerda de Galicia                        | 5.001                                      | 0,33%                                      | 0 d                                        |